# 포토원숭이
포토원숭이 또는 포토(potto)는 로리스과 포토원숭이속(Perodicticus)에 속하는 3종의 곡비원류 영장류이다. 아프리카의 일부 영어권 지역에서는 "소프틀리-소프틀리스(softly-softlys)"라는 이름으로 불린다.

## 어원
일반명 "포토(potto)"는 월로프어 "꼬리없는 원숭이"를 의미하는 "파타(pata)"에서 유래된 것으로 추정하고 있다. 속명 "페로딕티쿠스(Perodicticus)"는 그리스어 πηρός (pērós, ‘불구의’)와 δεικτικός (deiktikós, "가리킬 수 있는", 참조. δείκτης, deíktēs, ‘집게손가락’)의 합성어이다. 이는 절단된 것처럼 보이는 뭉툭한 집게손가락을 가리킨다.

## 하위 종
3종이 알려져 있다.
- 중앙아프리카포토원숭이 (P. edwardsi) - 중앙아프리카
- 동아프리카포토원숭이 (P. ibeanus) - 중앙아프리카 동부
- 서아프리카포토원숭이 (P. potto) - 적도 아프리카 서부

## 분류학
이전에는 모든 종이 포토원숭이(P. potto)라는 하나의 종으로 분류되었다. 그러나 포토원숭이 사이의 변이가 상당하여 두 종 이상이 존재할 것이라는 추측이 제기되었다. 2015년 연구에 따르면, 세 종 모두 마이오세까지 거슬러 올라가는 깊은 유전적 분화를 보이는 세 가지 뚜렷한 포토원숭이 종이 존재함이 확인되었다.
근연종 중 몇몇 종도 이름에 "포토"가 포함되어 있다. 두 종은 골든포토(앙완티보라고도 함)와 가짜포토원숭이이다. 가짜포토원숭이와 서아프리카포토원숭이를 구분하는 차이점은 서아프리카포토원숭이였을 가능성이 있는 변칙적인 표본을 완모식표본으로 사용했기 때문이라는 주장도 제기되었다.
중남미의 킨카주와 올링고는 아프리카의 포토원숭이와 외형과 행동이 유사하고, 이전에는 포토원숭이와 함께 분류되었다. 올링고와 킨카주는 현재 라쿤과로 분류하고 있다.

## 특징

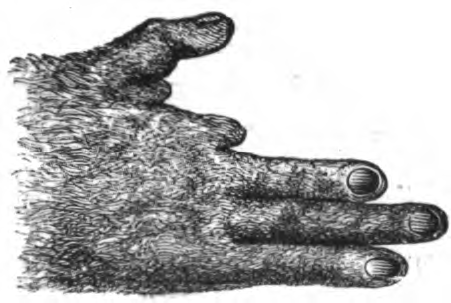
포토원숭이의 손

포토원숭이의 몸길이는 30~39cm까지 자라고 꼬리는 3~10cm로 짧으며 몸무게는 600~1,600g이다. 회갈색을 띠는 털은 촘촘하고 숱이 많다. 집게손가락은 퇴화되었지만, 마주 보는 엄지손가락이 있어 나뭇가지를 단단히 잡을 수 있다. 다른 곡비원류와 마찬가지로 포토원숭이는 젖는 코와 이빨빗, 그리고 뒷다리 둘째 발가락에 털고르기 발톱을 가지고 있다. 손과 발의 세 번째와 네 번째 손가락은 약간의 피부 주름으로 서로 연결되어 있고, 세 번째에서 다섯 번째 발가락은 발가락 기부 1/3 근처까지 뻗어 있는 피부막으로 밑부분이 연결되어 있다.
목에는 길쭉한 척추뼈를 덮고 있는 4~6개의 낮은 결절이나 돌기가 있는데, 이 돌기들은 날카로운 촉을 가지고 있어 피부를 거의 뚫을 듯하고 이는 방어 무기로 사용된다. 수컷과 암컷 모두 꼬리 아래에 큰 취선(암컷의 경우, 취선에 의해 생성된 부기를 가성음낭이라고 함)을 가지고 있으며, 이를 이용하여 자신의 영역을 표시하고 짝짓기 유대감을 강화한다. 포토원숭이는 독특한 냄새가 나는데, 일부 관찰자들은 이를 카레 냄새에 비유했다.

## 분포 및 서식지
포토원숭이는 나이지리아, 기니부터 케냐, 우간다를 거쳐 콩고 민주 공화국 북부에 이르는 열대 아프리카의 열대 우림에 서식한다. 야행성이고 나무 위에서 서식하며 낮에는 잎사귀 속에서 잠을 자고 거의 나무에서 내려오지 않는다.

## 습성 및 생태

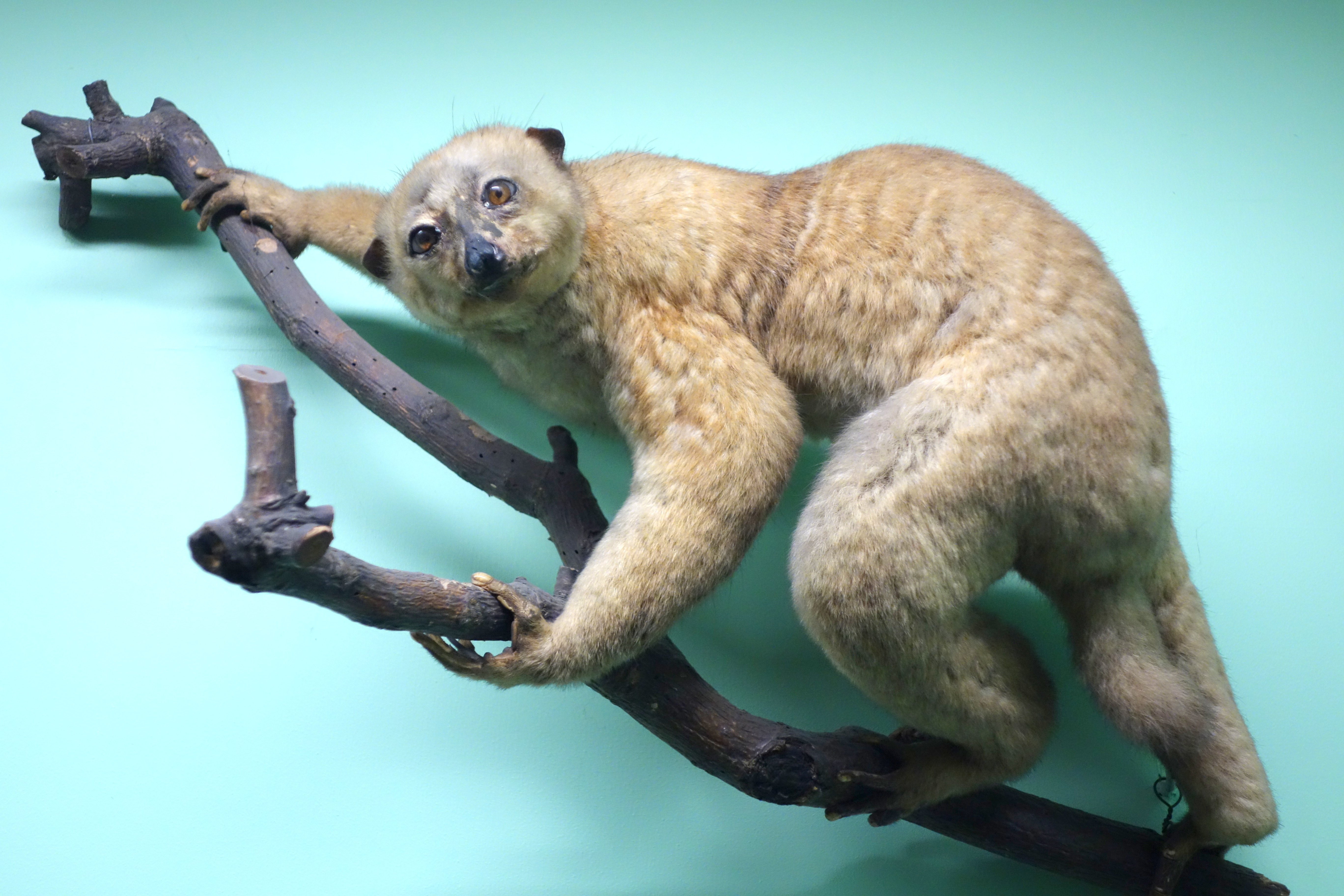
가지를 움켜쥐는 포토원숭이

포토원숭이는 느리고 조심스럽게 움직이며, 항상 최소 두 개의 다리로 나뭇가지를 꽉 잡는다. 또한 조용하며, 은밀한 움직임을 통해 포식자를 피한다. 가장 흔한 울음소리는 높은 음조의 "치치(tsic)"로, 주로 어미와 새끼 사이에서 사용된다.
위 내용물 연구에 따르면 포토원숭이의 먹이는 약 65%의 과일, 21%의 나무 고무, 그리고 10%의 곤충으로 구성되어 있다. 포토원숭이는 때때로 박쥐와 작은 새를 잡는 것으로도 알려져 있다. 강한 턱 덕분에 다른 나무에 사는 동물들이 먹기에는 너무 질긴 열매와 말린 고무 덩어리도 먹을 수 있다. 포토원숭이가 먹는 곤충은 냄새가 강한 경향이 있으며 일반적으로 다른 동물들은 먹지 않는다.
포토원숭이는 소변과 분비샘으로 표시하는 넓은 영역을 가지고 있다. 동성 침입자는 맹렬히 경계하며, 각 수컷의 영역은 일반적으로 두 마리 이상의 암컷 영역과 겹친다. 암컷은 딸에게 영역 일부를 주는 것으로 알려져 있지만, 수컷은 성숙하면 어미의 영역을 떠난다.
포토원숭이는 구애 의식의 일환으로 종종 서로 그루밍을 한다. 이는 나뭇가지에 거꾸로 매달려 있는 동안 자주 행해진다. 그루밍은 핥고, 털고르기 발톱과 이빨로 털을 빗고, 향샘으로 기름을 바르는 것으로 구성된다. 포토원숭이는 나뭇가지에 거꾸로 매달려 서로 마주보며 짝짓기를 한다.
약 193~205일의 임신 기간 후 암컷은 보통 한 마리의 새끼를 낳지만, 쌍둥이를 낳는 경우도 알려져 있다. 새끼들은 처음에는 어미의 배에 매달려 있다가 나중에는 등에 업혀 다닌다. 어미는 먹이를 찾을 때 잎 속에 새끼를 숨기기도 한다. 약 6개월 후 젖을 떼고, 약 18개월 후 완전히 성숙해진다.

### 포식자와 방어

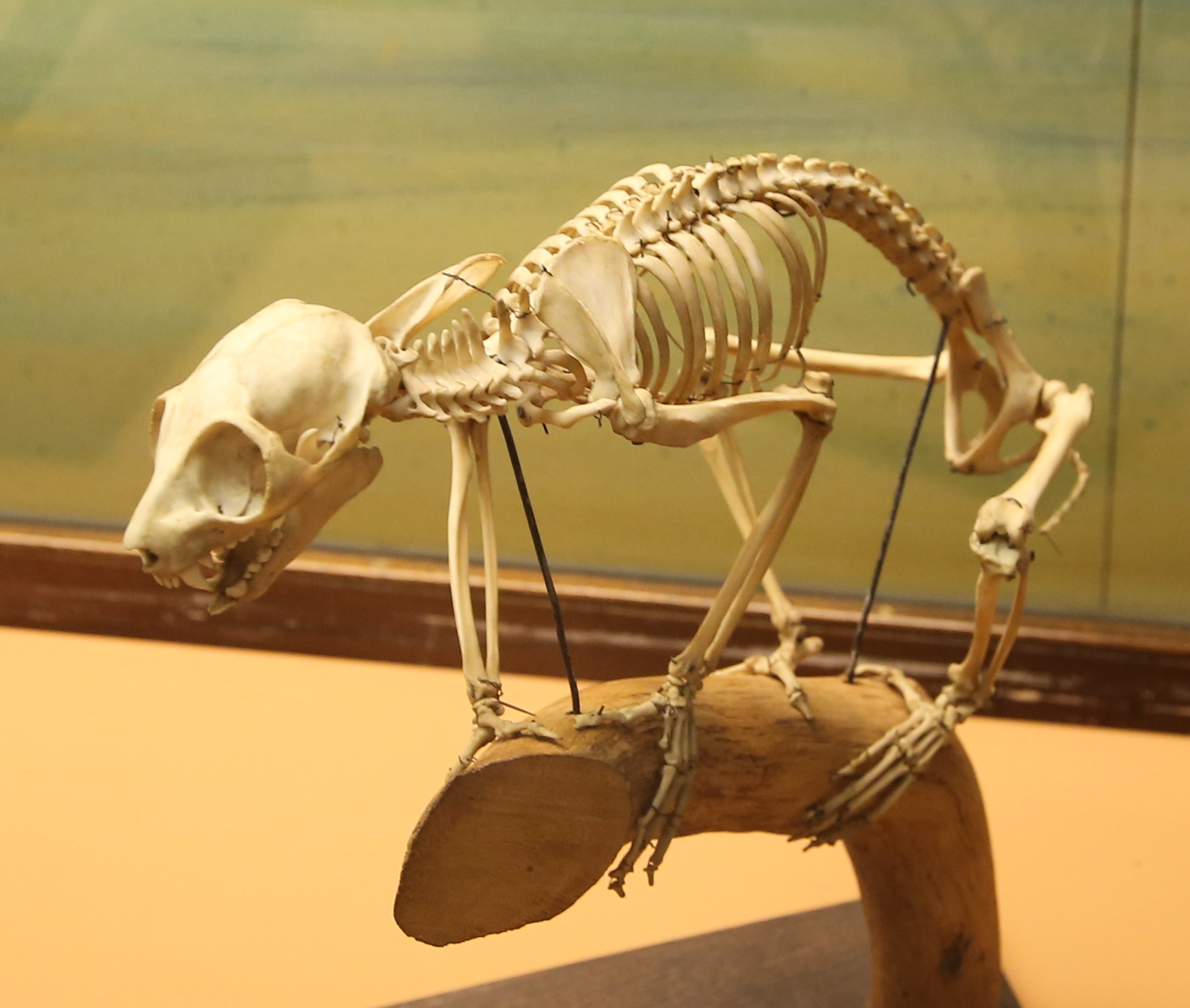
서아프리카포토원숭이의 골격

포토원숭이는 나무 꼭대기에 올라갈 수 없는 대형 포유류 육식 동물과 아프리카 이 지역의 맹금류가 주행성 동물이기 때문에 포식자가 비교적 적다. 마을 근처에 사는 포토원숭이는 사람에게 포식당할 위험이 있으며 사람은 포토원숭이를 부시미트로 사냥한다. 서아프리카포토원숭이는 이 때문에 위협을 받고 있는 것으로 여겨진다. 때때로 아프리카사향고양이에게 포식당하기도 하지만 아프리카사향고양이는 대체로 과실을 먹는다.
위협을 받으면 포토원숭이는 얼굴과 목을 숨기고 상대에게 박치기를 하는데, 이때 특이한 척추뼈를 이용한다. 또한 강력한 무는 공격을 가할 수도 있다. 침에는 상처에 염증을 유발하는 성분이 함유되어 있다.
포토원숭이가 사육 환경에서 기록한 최장 수명은 26년이다.

### 인지와 사회적 행동
1964년 곡비원류 원숭이의 인지에 대한 연구에서, 포토원숭이는 낯선 물체를 탐색하고 조작하는 모습이 관찰되었지만, 먹이가 미끼로 붙어 있을 때만 그랬다. 포토원숭이는 로리스나 작은부시베이비보다 호기심이 더 많았지만, 여우원숭이보다는 덜했다. 예일대학교 생물학자 우르술라 카우길은 수십 년 동안 사육된 포토 여섯 마리를 돌보았는데, 이들이 이타적인 관계를 형성하는 것처럼 보인다는 것을 발견했다. 사육된 포토원숭이는 아픈 동료와 시간을 보내고, 자리를 비운 동료를 위해 먹이를 아껴두는 모습이 관찰되었다. 그러나 이러한 행동이 야생에서 실제로 나타나는지는 아직 확인되지 않았다.